# Xã Grant, Quận Lake, Illinois
Xã Grant (tiếng Anh: Grant Township) là một xã thuộc quận Lake, tiểu bang Illinois, Hoa Kỳ. Năm 2010, dân số của xã này là 26.523 người.